# Hannelies Taschau
Hannelies Taschau (* 26. April 1937 in Hamburg) ist eine deutsche Schriftstellerin.

## Leben
Hannelies Taschau wuchs in Schwaben und in Essen auf. Nach frühen Schreibversuchen wurde sie 1959 von dem Verleger V. O. Stomps entdeckt, der ihren ersten Gedichtband in seiner „Eremitenpresse“ veröffentlichte. Von 1962 bis 1964 hielt sich die Autorin in Paris auf. Von 1972 bis 1974 wirkte sie – gemeinsam mit Uwe Timm, Uwe Friesel und Richard Hey – als Herausgeberin der AutorenEdition im Bertelsmann-Verlag. Seit den Siebzigerjahren hat sie zahlreiche Reisen unternommen, u. a. in die Sowjetunion, nach Norwegen und Island. Seit 1996 ist sie Mitglied der Literaturkommission des Landes Nordrhein-Westfalen. Sie lebt in Hameln.
Hannelies Taschaus Werk umfasst sowohl Lyrik als auch Prosa, Hörspiele, Theaterstücke und Drehbücher. Ihr Thema sind Selbstfindungs- und Entwicklungsprozesse von Frauengestalten sowie die Auseinandersetzung mit gesellschaftlichen Zuständen und der Zeitgeschichte der Bundesrepublik. Taschau ist Mitglied des PEN-Zentrums Deutschland. Sie erhielt u. a. folgende Auszeichnungen: 1967 den Förderpreis des Landes Nordrhein-Westfalen für Literatur, 1980 ein Künstlerstipendium des Landes Niedersachsen, 1985 den Deutschen Kurzgeschichtenpreis der Stadt Arnsberg, 1995 den Kunstpreis des Landes Niedersachsen in der Sparte Literatur; 2000/2001 war sie Stipendiatin des Internationalen Künstlerhauses Villa Concordia in Bamberg.

## Werke
- Verworrene Route, Stierstadt im Taunus 1961
- Die Kinderei, Stierstadt im Taunus 1963
- Die Taube auf dem Dach, Hamburg 1967
- Gedichte, Hamburg 1969
- Strip und andere Erzählungen, München [u. a.] 1974
- Landfriede, Zürich [u. a.] 1978
- Luft zum Atmen, Karlsruhe 1978
- Doppelleben, Zürich [u. a.] 1979
- Nudelspinner, Bad Homburg v. d. H. 1980
- Erfinder des Glücks, Zürich [u. a.] 1981
- Gefährdung der Leidenschaft, Darmstadt [u. a.] 1984
- Mein Körper warnt mich vor jedem Wort, Schloss Scheer 1984
- Nahe Ziele, Darmstadt [u. a.] 1985
- Wundern entgehen, Darmstadt [u. a.] 1986
- Weg mit dem Meer, Frankfurt am Main 1990
- Dritte Verführung, Zürich [u. a.] 1992
  - Dritte Verführung. Roman, Fischer Taschenbuch, Frankfurt am Main 1995. ISBN 3-596-11822-0
- Das kleinste Land in uns oder Eröffnung Stuttgarts, Warmbronn 1992
- Mein letzter Mann, Zürich [u. a.] 1992
- Mittellange Lustfahnen, Bergen, Holland 1992
- Ist da jemand, Warmbronn 1993
- Das Sommerhaus, Zürich [u. a.] 1995
- Klarträumer, Lüneburg 1998
- Ein gutes Ende muß man sich holen, Zürich 1999
- Wenn wir losstürmen, Bamberg 2001
- Lässt Jupiter sich berühren, Warmbronn 2002
- Männerkind. Selbstverlag Lyrikedition 2000, München 2006. ISBN 3-86520-225-X
- Landfriede. Roman, herausgegeben von Walter Gödden, Aisthesis Verlag, Bielefeld 2012. ISBN 978-3-89528-915-6

## Herausgeberschaft
- Kindheitsgeschichten, Königstein/Ts. 1979 (zusammen mit Uwe Friesel)